# Jonestown (Mississippi)
Jonestown é uma cidade  localizada no estado americano de Mississippi, no Condado de Coahoma.

## Demografia
Segundo o censo americano de 2000, a sua população era de 1701 habitantes.
Em 2006, foi estimada uma população de 1623, um decréscimo de 78 (-4.6%).

## Geografia
De acordo com o United States Census Bureau tem uma área de
1,0 km², dos quais 1,0 km² cobertos por terra e 0,0 km² cobertos por água. Jonestown localiza-se a aproximadamente 52 m acima do nível do mar.

## Localidades na vizinhança
O diagrama seguinte representa as localidades num raio de 20 km ao redor de Jonestown.